# 許林薩爾米

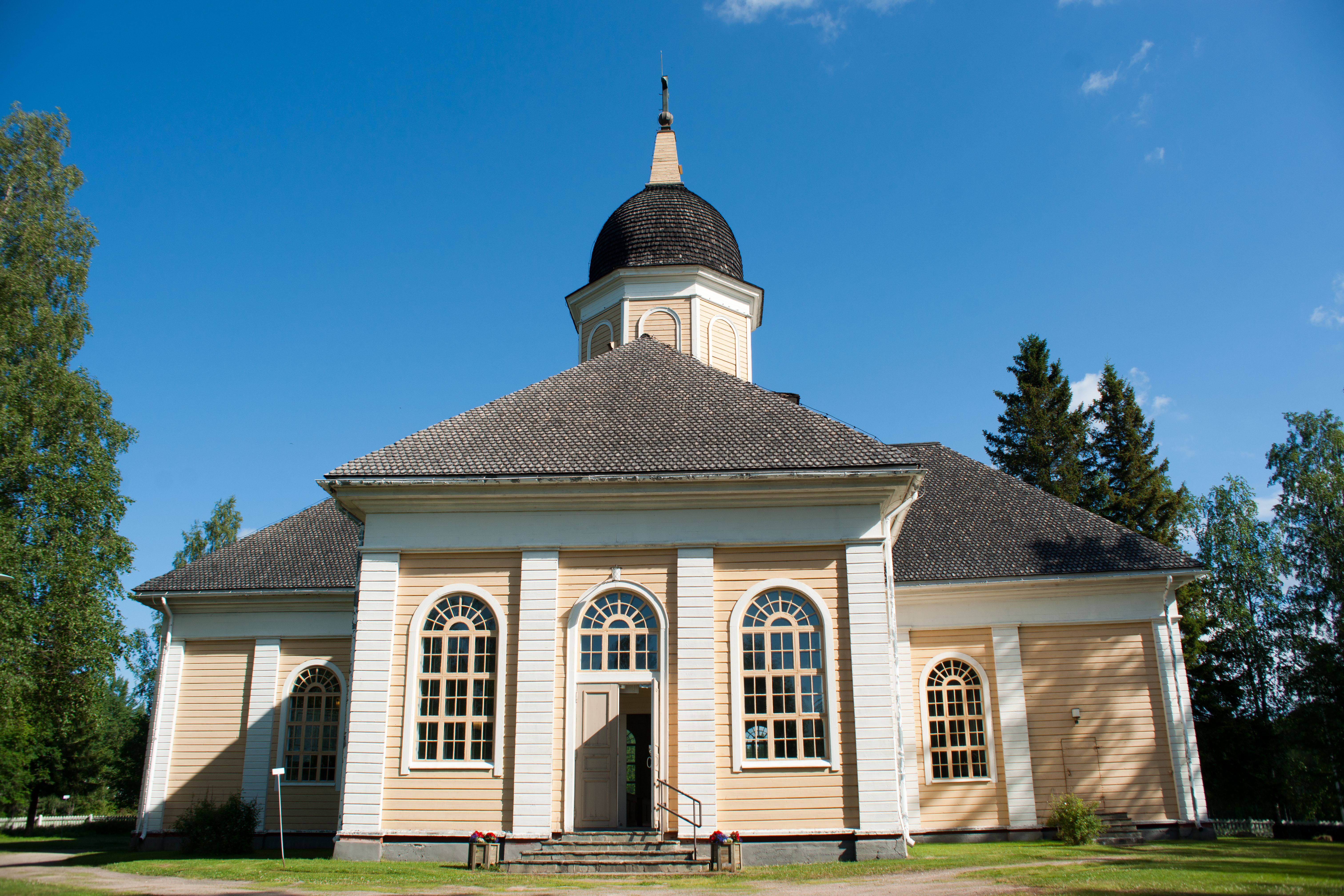
許林薩爾米教堂

許林薩爾米（芬蘭語：Hyrynsalmi）是芬蘭的市鎮，位於該國東部，距離卡亞尼70公里，在凱努區内，面積1,521平方公里，2012年人口2,608，人口密度為每平方公里1.84人。

## 外部連結
- 許林薩爾米市镇官方网站 （页面存档备份，存于） （文）